# Eduardo Tavares
Eduardo Tavares (São João da Pesqueira, 24 de julio de 1918-Oporto, 1991) fue un escultor portugués.

## Datos biográficos

### Educación
Con 12 años se traslada a vivir a  Matosinhos. Tras la conclusión del 5.º año, trabaja en la oficina de un escultor de madeia en Santa Cruz do Bispo. Alrededor del año 1937, es presentado al escultor António Teixeira Lopes, pasando a trabajar en su taller, en Vila Nova de Gaia (actual Casa-Museu Teixeira Lopes). Con gran determinación y recomendado por Teixeira Lopes es admitido, en 1938, en el Curso Especial de Escultura de la Escola Superior de Belas-Artes do Porto, donde fue su alumno y de  Acácio Lino, Pinto do Couto y Joaquim Lopes. En reunión del Consejo Escolar, en 1940, es considerado el mejor alumno de la escuela, recibiendo el Premio del Rotary Club. Como alumno fue también premiado por el Instituto Británico, siéndole concedida, a partir de 1941, la beca Ventura Terra. En 1942, se matricula en el Curso Superior de Escultura, que finaliza en 1946, con 19 valores sobre 20, mediante la presentación de la prueba final Toupeira Douriense. 
En 1948, durante cuatro meses, frecuenta la École des Beaux-Arts de París. El paso por la Escuela Francesa vino a reforzar su gusto por la escultura académica, particularmente por la Figura Humana.

## Memorias
En los años cuarenta se asoció en las exposiciones del Grupo de los Independientes, fundado en 1943 y compuesto por artistas como Fernando Lanhas, Nadir Afonso, Manuel Pereira da Silva o Júlio Resende. 
es profesor de "Las tecnologías de la Escultura" de la  Escola Superior de Belas-Artes do Porto, entre 1960 y 1985. En 1962, presenta como pruebas al concurso de agregación Maturidade (prueba de Composición) y Modelo Feminino (prueba de Modelo Vivo).
En 1995, la Facultad de Bellas Artes de Oporto realizó una exposición de homenaje a Eduardo Tavares, la única individual del escultor.
Gran parte de su obra puede ser vista en el Museo Eduardo Tavares en São João da Pesqueira. Resultante de una donación al Ayuntamiento de S. João da Pesqueira, la colección de este museo presenta un núcleo de obras firmadas por Eduardo Tavares que abarcan un período de cerca de tres décadas, situándose entre 1952 y 1982. 
En Oporto dejó su marca con las obras "geometria" (bajorrelieve, en el edificio de la antigua Biblioteca Infantil de la Biblioteca Pública Municipal de Oporto), en la Praça del Marques de Pombal y "Ricardo Jorge", en el jardín del Hospital de S. João.
además de la actividad docente y de la producción de escultura, también se dedicó a la escrita, siendo autor de tres libros teóricos sobre arte: Del  "Número de Oro" la Figura Humana; De la Geometría de Miguel Ángel en la Capilla Sixtina: Giotto, Piero della Francesca, Verrocchio, Botticelli, Perugino, Leonardo da Vinci, Rafael, Ticiano, El Greco y Anatomía Artística, el último de los cuales editado póstumamente.

## Calvicie
Es de conocimiento general que Eduardo Tavares sufrió un caso agudo de calvicie.  De ahí vino que sus amigos, llamasen a la casa familiar de Tavares el "nido de buitres" (en portugués hace referencia al buitre americano: el urubú).

## Obras
Entre las mejores y más conocidas obras de Eduardo Tavares se incluyen las siguientes:
- Toupeira Douriense, 1946 prueba final de licenciatura

- Maturidade 1962 (prueba de Composición)
- Modelo Feminino 1962 (prueba de Modelo Vivo).

Gran parte de su obra puede ser vista en el Museo Eduardo Tavares en São João da Pesqueira. 
En Oporto
- "geometria" (bajorrelieve, en el edificio de la antigua Biblioteca Infantil de la Biblioteca Pública Municipal de Oporto), en la Praça del Marques de Pombal 41°9′40″N 8°36′16″O / 41.16111, -8.60444
- "Ricardo Jorge", en el jardín del Hospital de S. João.41°10′53″N 8°36′5″O / 41.18139, -8.60139